# نيل هاميلتون (ممثل)
نيل هاميلتون (بالإنجليزية: Neil Hamilton)‏ مواليد 09 سبتمبر 1899 في لين، الولايات المتحدة - الوفاة 24 سبتمبر 1984 في إسكونديدو، الولايات المتحدة، هو ممثل أمريكي بدأ مسيرته الفنية سنة 1918. امتدت مسيرته الفنية لأكثر من 65 عاما.

## الأعمال
- الوطني
- دورية الفجر
- خطيئة مادلون كلوديه
- باتمان

## روابط خارجية
- نيل هاميلتون على موقع IMDb (الإنجليزية)
- نيل هاميلتون على موقع ألو سيني (الفرنسية)
- نيل هاميلتون على موقع تيرنر كلاسيك موفيز (الإنجليزية)
- نيل هاميلتون على موقع أول موفي (الإنجليزية)
- نيل هاميلتون على موقع قاعدة بيانات برودواي على الإنترنت (الإنجليزية)
- نيل هاميلتون على موقع قاعدة بيانات الأفلام السويدية (السويدية)
- نيل هاميلتون على موقع إن إن دي بي (الإنجليزية)
- نيل هاميلتون على موقع قاعدة بيانات الفيلم (الإنجليزية)
- نيل هاميلتون على موقع كينوبويسك (الروسية)